# Sikkelvissen
De sikkelvissen (Drepaneidae) vormen een familie van baarsachtige vissen met één geslacht, Drepane. Ze worden aangetroffen in de Indische en het westen van de Grote Oceaan en in de Atlantische Oceaan ter hoogte van Afrika.

## Geslacht
- Drepane Cuvier, 1831

Er worden drie soorten beschreven, maar het onderscheid tussen Drepane longimana en Drepane punctata wordt gemaakt op basis van kleur en niet morfologie, zodat ze ook als synoniemen van elkaar kunnen worden gezien.